# Carl Geyer (Instrumentenbauer)
Carl Christian Gottlob Geyer (* 25. November 1880 in Johanngeorgenstadt; † 18. Oktober 1973 in Elmhurst, Illinois) war ein deutscher Musikinstrumentenbauer, dessen Verdienst es war, den Gebrauch der Zylinderventile im Hornbau in den USA einzuführen.
Geyer stammte aus Johanngeorgenstadt im sächsischen Erzgebirge. Im Alter von 16 Jahren ging er zur Lehre beim Musikinstrumentenbauer Adolf Meinel im vogtländischen Markneukirchen. Zu Beginn des 20. Jahrhunderts wechselte er nach Mülhausen im Elsass. Später war er in Erfurt und Köln tätig, bevor er 1903/04 in die USA auswanderte. Er ließ sich in Chicago nieder, wo er als Hornbauer für Richard Wunderlich arbeitete. Carl Geyer gründete dort 1920 seine eigene Firma und wurde vor allem durch lizenzierte Nachbauten des Doppelhorns von Herbert Fritz Knopf (K-Modell) bekannt. 1955 verkaufte er seine Firma und arbeitete dort bis etwa 1970 weiter. Er starb wenige Wochen vor seinem 93. Geburtstag.